# Peperbus (Media Park)
De NPO Peperbus (Voormalige naam Peperbus) op het Media Park in Hilversum is het gebouw waaruit NPO 3FM uitzenden en dient daarnaast als toegang tot het naastgelegen Filmcentrum. De overige NPO radiozenders zitten in het naastgelegen Radiohuis. De Peperbus dient ook als nood studio voor de overige NPO radiozenders.
Het gebouw is neergezet in 1995 voor NOB Interactive. Oorspronkelijk was er op de begane grond ook nog een tv-studio gevestigd, Studio 25. Deze studioruimte is inmiddels verworden tot een ontvangsthal voor de NPO, de huidige eigenaar van het gebouw.